# 查尔斯·库斯顿·吉利斯皮
查尔斯·库尔斯顿·吉利斯皮（Charles Coulston Gillispie，1918年8月6日—2015年10月6日）是美国科学史學者。他曾就读于維思大學，主修化学，1940年毕业。 1949年获得哈佛大学博士学位。二战期间，他还在美国陆军服役。他也是普林斯顿大学的戴顿-斯托克顿科学史名誉教授。 